# Daly (Manitoba)
Pour les articles homonymes, voir Daly.
Daly est une municipalité rurale du Manitoba située au nord-ouest de la ville de Brandon. Son territoire est composé de 553 kilomètres carrés de territoires agricoles. La ville de Rivers est entièrement enclavée dans la partie nord du territoire de la municipalité.
Daly fut nommée en l'honneur de Thomas Mayne Daly un important avocat et politicien du Manitoba qui fut notamment député fédéral de Selkirk.

## Référence
- (en) Cet article est partiellement ou en totalité issu de l’article de Wikipédia en anglais intitulé « Rural Municipality of Daly » (voir la liste des auteurs).